# 玉名市立玉陵中学校
玉名市立玉陵中学校（たまなしりつ ぎょくりょうちゅうがっこう）は、熊本県玉名市玉名にある市立の中学校。
2018年（平成30年）に玉名市立玉陵小学校が併設され、「玉陵学園」という総称・愛称で施設併設型の小中一貫教育を開始した。

## 概要
歴史
1947年（昭和22年）の学制改革によって創立した新制中学校2校（小田・錦水）が1958年（昭和33年）に統合し開校した。2023年（令和5年）に創立65周年を迎えた。
校訓
「意志・創造・協力・希望」
学校教育目標
「故郷を愛し、未来を切り拓く力を備えた児童・生徒の育成」
（玉名市立玉陵小学校と共通の目標）
校章
統合した1958年（昭和33年）に制定。校区6地区（梅林・小田・月瀬・玉名・石貫・三ツ川）を象徴する6つのペン先を背景にし、中心に校名の頭文字である「玉」を表す円を配し、その中に「中」の文字を置いている。なお、2018年（平成30年）に併設された玉陵小学校の校章は、この玉陵中学校の校章を参考に制作された（小学校は中央の文字が、「小」となる）。
校歌
統合した1958年（昭和33年）に制定。作詞は山口白陽、作曲は小山卯三郎による。歌詞は3番まであり、各番の歌詞中に校名の「玉陵中学」が登場する。
通学区域
玉名市のうち、「城下、高城、逆川、田中、井尻、秋丸、平野、唐平、石原、染山、上村、蓑田、生見、舟島、上津留、下津留、上小田上、上小田中、上小田下、山部田、下小田東、下小田西、川部田、奥野、元玉名、永安寺、大坊、岡、島、上迫間、下迫間、向迫間、栗崎団地、月田、溝上、青木、箱谷、石貫1区、石貫2区、石貫3区、石貫4区、石貫5区、富尾、川床、石尾、福山、西原」。小学校区は玉名市立玉陵小学校（小中一貫校）。

## 沿革
前史
- 1947年（昭和22年）4月 - 学制改革（六・三制の実施）により、下記の新制小学校2校が創立。
  - 「梅林・小田村組合立 小田中学校」- 梅林村立梅林小学校区・小田村立小田小学校区
  - 「月瀬・玉名・石貫村組合立 錦水中学校」- 月瀬村立月瀬小学校区・玉名村立玉名小学校区・石貫村立石貫小学校区
- 1954年（昭和29年）4月1日 - 3町9村の合併により「玉名市」が発足し、以下の様に改称。
  - 「玉名市立小田中学校」
  - 「玉名市立錦水中学校」
- 1955年（昭和30年）9月1日 - 翌1956年（昭和31年）1月に南関町の三ツ川地区が玉名市に編入されることになり、南関町立南関第四中学校[3]から該当地区の生徒が「玉名市立錦水中学校」に転入。小学校区に玉名市立三ツ川小学校が加わる。
- 1957年（昭和32年）
  - 4月1日 - 玉名市旧五ヶ村（梅林･小田･玉名･月瀬･石貫）統合中学校の設立が認可される。
  - 4月5日 - 統合校舎（第一期工事、木造2階建本館および東校舎）の建設に着手。
- 1958年（昭和33年）3月31日 - 玉名市立小田中学校と玉名市立錦水中学校が閉校。
  - 所在地（小田中学校）- （市制施行前）熊本県玉名郡小田村上小田字下座頭837番地[4]
  - 所在地（錦水中学校）- （市制施行前）熊本県玉名郡玉名村玉名字栗原2121番地[4]

統合
- 1958年（昭和33年）
  - 4月1日 - 上記2校（小田・錦水）が統合の上、「玉名市立玉陵中学校」（現校名）が開校。初代校長に宮前義夫が着任。
  - 4月9日 - 開校式を挙行。生徒数632（13学級）。
  - 4月25日 - 校章を制定。
  - 9月 - 統合校舎（第二期工事）が完成。運動場の整備が完了。
  - 10月17日 - 校旗が寄贈される。
  - 12月24日 - 校歌を制定。
- 1959年（昭和34年）3月 - 統合校舎（第三期工事）が完成。
- 1962年（昭和37年）- この年度の在籍生徒数が849名で最多を記録（ピーク）。
- 1963年（昭和38年）
  - 5月 - 体育館が完成。
  - 9月 - 完全給食を実施。
- 1964年（昭和39年）4月 - 学校後援会を結成。
- 1966年（昭和41年）
  - 3月 - 技術・家庭科教室が完成。
  - 11月 - プールが完成。
- 1972年（昭和47年）3月 - 水田跡を埋め立て、西運動場が完成。
- 1978年（昭和53年）4月 - 夜間照明施設が完成。
- 1982年（昭和57年）2月 - 鉄筋コンクリート造新校舎（第一期工事）が完成。
- 1983年（昭和58年）
  - 2月 - 新校舎（第二期工事、管理棟）が完成。
  - 8月 - 部室が完成。
- 1986年（昭和61年）12月 - 武道館が完成。
- 1993年（平成5年）
  - 2月 - パソコン室が完成。
  - 4月 - プレハブ図書室が完成。
- 1997年（平成9年）3月 - プールを補修。
- 2006年（平成18年）
  - 6月 - 新体育館が完成。
  - 7月 - 併設の第2給食センターが解体される。
- 2008年（平成20年）
  - 4月1日 - 玉名市立小・中学校全てで2学期制が導入される。
  - 10月26日 - 創立50周年記念式典を挙行。
- 2010年（平成22年）4月 - 学校運営協議会が発足。
- 2016年（平成28年）9月 - （玉陵小学校併設に向けて）中学校校舎の工事を開始。
- 2017年（平成29年）7月 - 中学校生徒棟の改装のため、プレハブ校舎へ移転。
- 2018年（平成30年）
  - 2月 - 中学校生徒棟の改築が完了し、プレハブ校舎から移転。
  - 3月 - 小学校校舎が完成。
  - 4月1日 - 玉名市立小学校6校（玉名・石貫・梅林・小田・三ツ川・月瀬）の統合により、玉名市立玉陵小学校が併設される。「玉陵学園」として施設併設型の小中一貫教育を開始。
- 2019年（平成31年）
  - 1月 - 地震により体育館が破損。
  - 2月 - 体育館の補修工事を完了。

## 校則
男子の頭髪は、校則で丸刈り（坊主）が強制されていたが、平成18年（2006年）4月より自由化され、校則による丸刈り強制は廃止される。女子の頭髪は肩のラインまでの髪、ゴムの色は黒・茶・紺と決まっている。当時は冬場の持久走の際、男子は上半身裸とされていた。

## 交通アクセス
最寄りの鉄道駅
- JR九州 九州新幹線 「新玉名駅」

最寄りのバス停留所
- 九州産交バス 「くまもと県北病院」停留所

最寄りの幹線道路
- 熊本県道・福岡県道6号玉名立花線

## 周辺
- 玉名市立玉陵小学校
- たまきな幼稚園
- くまもと県北病院（旧・玉名市立玉名小学校跡）
- ケーズデンキ玉名店
- グッデイ玉名店
- 菊池川